# SöStB – Somorja bis Cserhat
Die SOMORJA bis CSERHAT waren vier Schlepptenderlokomotiven der k.k. Südöstlichen Staatsbahn (SöStB) Österreich-Ungarns.
Die SöStB stockte mit diesen vier Maschinen ihren Bestand an 1B-Personenzuglokomotiven auf.
Die Lokomotiven wurden 1851 von der Lokomotivfabrik der WRB geliefert und erhielten die Namen SOMORJA, GALGOCZ, HÁTVAN und CSERHAT und die Betriebsnummern 61–64.
Die hintere der beiden Treibachsen wurde hinter den Stehkessel verlegt, was den Maschinen einen sehr ruhigen Lauf ermöglichte.
Die Lokomotiven hatten außerdem Innenrahmen sowie außenliegende Zylinder.
Die Steuerung befand sich innerhalb des Rahmens.
Die Dimensionen des Kessels waren an die heimischen Kohlensorten angepasst.
Als 1855 die SöStB an die Staats-Eisenbahn-Gesellschaft (StEG) verkauft wurde, erhielten die Maschinen zunächst die Betriebsnummern 88–91, ab 1873 15–18.
Alle vier wurden vor 1897 ausgemustert.